# Franchissement urbain Pleyel
Le franchissement urbain Pleyel est un pont traversant la partie nord du faisceau ferroviaire à Saint-Denis (Seine-Saint-Denis) en reliant les quartiers séparés par les voies de chemin de fer et en assurant les correspondances entre plusieurs stations de transport en commun et leur accès vers le Stade de France.

## Histoire et description

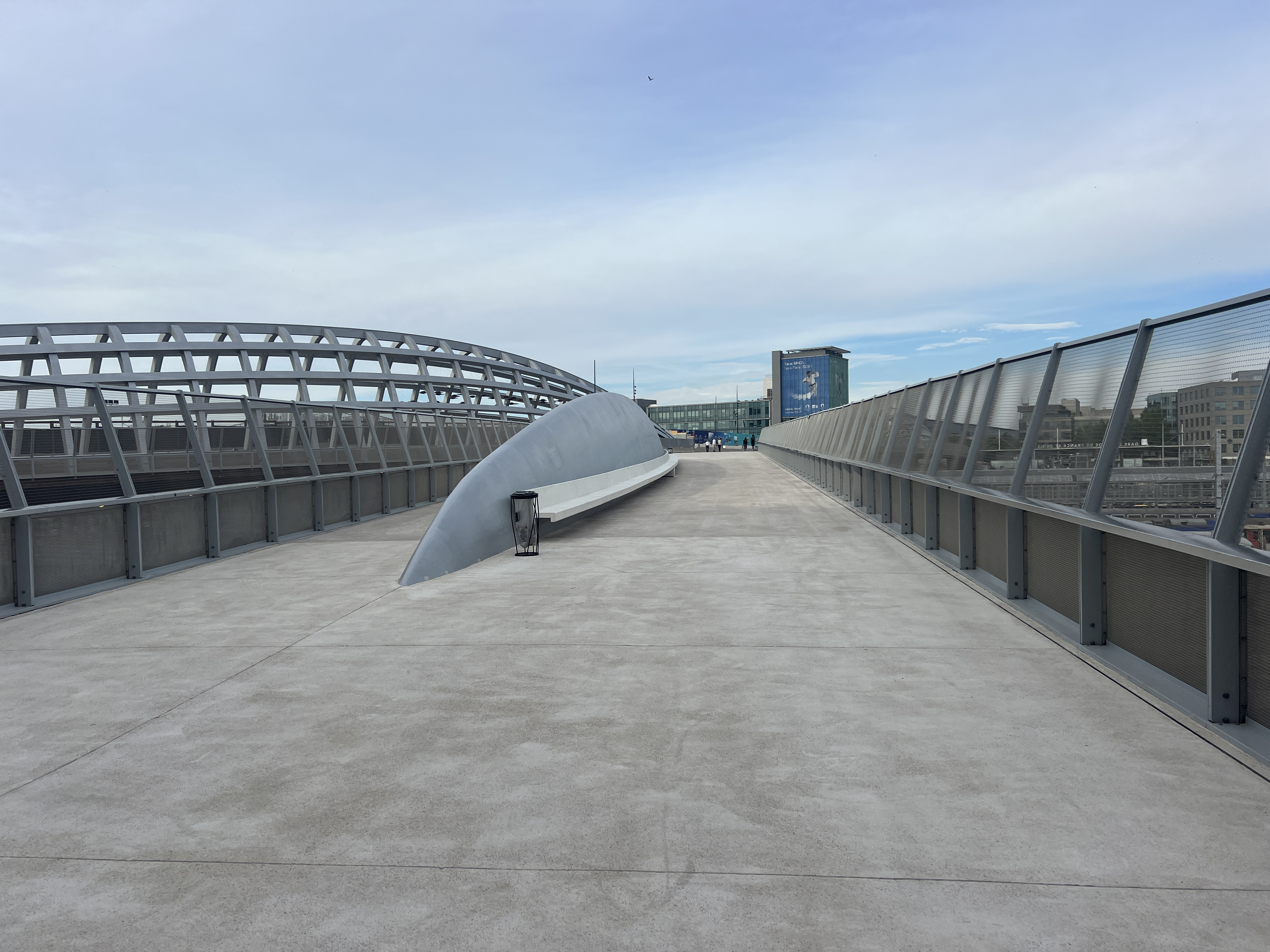
Partie piétonne du pont.

Le projet de franchissement urbain Pleyel (FUP), est conçu par l'architecte Marc Mimram, spécialiste de la conception des ponts — et qui a notamment conçu le pont Léopold-Sédar-Senghor à Nantes et la passerelle de la Fraternité qui franchit le canal Saint-Denis à Aubervilliers — afin de :
- relier les quartiers de La Plaine Saint-Denis au quartier de Pleyel qui est enclavé et coupé du centre-ville historique[6],
- d'assurer les correspondances entre la station de métro Carrefour Pleyel (ligne 13), la gare Saint-Denis Pleyel (lignes 14 du métro de Paris, 15, 16 et 17 du Grand Paris Express et la ligne D du RER,
- tout en facilitant l'accès par les transports en commun du Stade de France et du Centre aquatique olympique de Saint-Denis.

Sa longueur est d'environ 300 mètres, de manière à franchir 48 voies de chemin de fer, celles du réseau de la gare de Paris-Nord et du Technicentre du Landy,  pour 20 mètres de large et il doit comprendre trois structures habitées : un café concert, une structure de mobilier urbain et une structure gare-jardin donnant accès au RER D.
Marc Mimram a remporté en 2016 le concours face aux quatre autres projets des groupements Arcadis/Oma (Rem Koolhaas), Dietmar Feichtinger/Schlaich Bergermann und Partner, Daniel Vaniche/Artelia, Wilkinson Eyre/Egis : « Le jury a notamment été convaincu par l’espace public généreux proposé, aménagé en son centre comme un belvédère, ouvert sur le grand paysage ménagé par le faisceau ; l’animation de cet espace public par deux structures habitées ; enfin des qualités techniques indéniables. » Pour l’architecte, « nous proposons de développer au sud un projet de pont habité qui sera réalisé grâce à la structure de l’ouvrage. Cette proposition valorise l’accompagnement bâti situé au nord en constituant devant lui une place publique à l’échelle de la ville qui offre des services dès l’origine de la construction du pont ». La réalisation du franchissement devrait entraîner la condamnation de trois voies du faisceau, les espaces de garage étant reconstitués au dépôt de La Chapelle. 
Afin de rattraper l'importante différence de niveau entre les deux extrémités de l'ouvrage, qui ne repose que sur trois piles intermédiaires réalisées entre février 2021 et juin 2023, la partie piétonnière se sépare en deux branches côté ouest, formant un « Y », dont l'une s'enroule sur le bâtiment de la gare Saint-Denis Pleyel conçue par Kengo Kuma afin d'assurer une bonne accessibilité aux personnes à mobilité réduite
Ardu à réunir, son financement de 188 millions d’euros — auquel participent l’État, la métropole du Grand Paris, la Société du Grand Paris, Plaine Commune, le Département de la Seine-Saint-Denis et la Ville de Saint-Denis — est bouclé fin juin 2018 : l’État (52 millions), la Société du Grand Paris (44,9 millions), Plaine Commune (38,9 millions), la Métropole, le Département et la Ville de Saint-Denis, le coût final étant estimé à 222 millions d’euros HT, avec la participation pas encore acquise à ce jour de la Région.
Le franchissement sera réalisé en deux temps : l'ouverture aux circulations douces et l'interconnexion entre les gares avant les Jeux olympiques de 2024 et le franchissement routier par la suite, avancé pour mars 2024.
Selon Plaine commune, le FUP pourrait voir passer 4 500 usagers aux heures de pointe, et même 8 000 usagers par heure à son débouché côté Plaine. La livraison complète du franchissement est espérée en décembre 2026, avec ses deux fois deux voies, deux pour les bus et deux autres pour les véhicules particuliers.
Fin août 2020, les associations Paris en selle, Vivre à Pleyel et Environnement 93 ont déposé un recours contre le FUP auprès de la cour administrative d'appel de Paris. Les associations pointent notamment des biais dans l'étude d'impact ainsi que le manque d'aménagement pour les mobilités actives, autant sur le FUP que dans l'ensemble de la ZAC,. Alors que le recours visant à suspendre les travaux avait été rejeté par la cour administrative d'appel de Paris le 9 février 2021, le juridiction annule la déclaration d'utilité publique (DUP) du FUP en raison des insuffisances de l'étude d'impact du projet, le 23 juin 2021. Par la suite, des corrections souhaitées par les associations de cyclistes sont officiellement intégrées pour modifier le projet de 2019, ce qui permet de valider le projet ainsi révisé ,,, le projet est révisé par la suite pour intégrer deux pistes d'une largeur de 2,50 mètres, intégrées au tracé du réseau Vélo Île-de-France (ex-RER Vélo).
Les derniers éléments principaux de la passerelle piétonne sont ripés fin août 2023. L'axe piéton du FUP passant par la place aux Étoiles doit représenter 10 et 15 % des flux vers le Stade de France et le centre aquatique. La partie piétonne du pont est inaugurée le 16 mai 2024 afin d'être opérationnelle pendant les JOP. La seconde partie, plus routière, est annoncée pour 2026.
Par ailleurs, le premier ministre Jean Castex valide le 7 mai 2021 le principe de la création d'une correspondance de la gare Pleyel à la ligne H via le FUP, dont la réalisation est alors prévue entre 2026 et 2030.

## Financement du projet
Alors que le financement global du projet était fixé à 188 millions d’euros fin juin 2018,, son cout global est réévalué en 2023, après la crise inflationniste de 2022, à 240 millions d’euros.
En juin 2024, le coût prévisionnel final s'établit à 247,6 M€ HT, répartis entre l’État (74,5 M€), la Société des Grands Projets (60,5 M€), Plaine commune (48,8 M€), Région CPER (20,0 M€), Métropole du Grand Paris (17,7 M€), Département (6,4 M€), Ville de Saint-Denis (3,6 M€), Île-de-France Mobilités (1,5 M€), RER Vélo (6,0 M€) auxquels s’ajoutent 4,8 M€ d'études déjà confinancées.